# Nadie me dirá cómo quererte
Nadie me dirá cómo quererte es una telenovela venezolana producida y transmitida por la cadena RCTV en el año 2008. Original del escritor Martín Hahn. Inspirada en la obra Ifigenia de Teresa de la Parra.
Protagonizada por Marianela González y Hugo Vásquez, y con las participaciones antagónicas de Dora Mazzone, Juan Carlos Alarcón y Raquel Yánez. Cuenta además con las actuaciones estelares de Hilda Abrahamz, Javier Vidal, Aileen Celeste, Guillermo Dávila, Margarita Hernández y Kiara.

## Sinopsis
Nadie me dirá cómo quererte cuenta la historia de María Eugenia Alonso Aristigueta, una joven nacida en Venezuela pero criada en París, lo que hace que sea una joven de pensamiento libre y mentalidad avanzada. A la muerte de su padre, María Eugenia vuelve a su país natal, y desde el primer momento tendrá que vivir grandes cambios en su vida, pues aparentemente está en la ruina y dependerá de la caridad de sus tíos.
Su principal enemiga será su tía política Antonia, una mujer ambiciosa, déspota y profundamente acomplejada por su edad y por su origen humilde; lo que ocasiona en ella una insaciable necesidad de dinero y poder, además de despertarle una gran envidia hacia María Eugenia por su belleza y juventud.      
Mientras se adapta al estilo de vida de sus tíos, María Eugenia conocerá a su gran amor: Gabriel Olmedo, un médico recién graduado, apasionado y perseverante, que comulga con las ideas revolucionarias de ella. María Eugenia es una firme defensora de los derechos de la mujer y de la igualdad de género; no solo defiende la libertad e independencia de las mujeres, sino que también cree en la convivencia prematrimonial para descubrir si la pareja es realmente compatible. Sin embargo, su tía le presenta a César Leal, un rico empresario muy machista que está dispuesto a conquistarla pase lo que pase.
Las ideas de María Eugenia suponen un escándalo en su nuevo ambiente, un pueblo habitado por personas tradicionalistas y conservadores, y sobre todo, para su familia, puritana recalcitrante. La más alarmada será su abuela, Eugenia, defensora a ultranza de las tradiciones y de las viejas costumbres.
Dispuesta a que la mujer venezolana obtenga el puesto que se merece en la sociedad, María Eugenia comienza a escribir una columna en un reconocido periódico del pueblo con el pseudónimo de "Ifigenia". La columna de "Ifigenia" supone un elemento transformador porque revoluciona el pensamiento femenino al hacer duras críticas a las convenciones sociales y reflexiones de lo que hasta el momento se consideraban temas tabúes.

## Elenco
- Marianela González - María Eugenia Alonso Aristiguieta
- Hugo Vásquez - Gabriel Olmedo
- Juan Carlos Alarcón - César Leal
- Dora Mazzone - Antonia García de Aristiguieta
- Javier Vidal - Eduardo Aristiguieta
- Hilda Abrahamz - Mercedes de Galindo
- Guillermo Dávila - Francisco "Pancho" Alonso
- Raquel Yánez - Rita Monasterios
- Betty Ruth - Doña Eugenia Vda. de Aristiguieta
- Yelena Maciel - Isabel "Isabelita" Pérez
- Héctor Peña - Pedro José "Perucho" Aristiguieta García
- Laura Chimaras - Ana Teresa "Ana T" Galindo
- Lance Dos Ramos - Carlos Emilio Aristiguieta García
- Néstor Bravo - Mateo Vargas
- Aileen Celeste - Cristina Iturbe
- Juan Carlos Gardié - Alberto Galindo
- Margarita Hernández - Clara "Clarita" Aristiguieta
- Rosario Prieto - Gregoria Salas
- Kiara - Laura Carbonell
- Lucía Sanoja - Esperanza Santeliz
- Ivette Domínguez - Pura "Purita" Cabrera
- Ileana Alomá - Magnolia Cabrera
- Enrique Izquierdo - Adalberto
- Manuel Villalba - Ministro Monasterios
- Freddy Salazar - El Cura
- Alberto López - Alcalde Prudencio
- Alejandro Mata - Ulises Stephanopolus
- Carlos Márquez - El Juez
- Eben Renán - Tomás
- Jalymar Salomón - Fernanda
- Diana Volpe - Ligia
- Gonzalo Velutini - Doctor

## Temas musicales
- Ni tú, ni nadie por: Mariana Vega - (Tema principal de María Eugenia y Gabriel)
- Culpable por: Simón Eduardo - (Tema de María Eugenia y César)
- Dime por: Cubi-k - (Tema de Ana Teresa y Carlos Emilio)
- Minutos por: Víctor Muñoz - (Tema de Isabelita y Perucho)
- Por temor a un no por: Félix Valentino - (Tema de Cristina y Eduardo)
- Extraña canción por: Armando Mozquera - (Tema de Clara y Pancho)

## Producción
- Producida por: Radio Caracas Televisión C.A.
- Titular de los derechos de la obra: Radio Caracas Televisión (RCTV) C.A.
- Vice-presidente de Dramáticos, Humor y Variedades: José Simón Escalona
- Historia original: Martín Hahn
- Inspirada en: "Ifigenia" de Teresa de la Parra
- Libretos: Martín Hahn, Cristina Policastro, Irene Calcaño, Germán Aponte, Sergio Espluga, Daniel Alfonso Rojas
- Musicalización: Rómulo Gallegos
- Música incidental: Armando Mosquera
- Diseño de vestuario: Carmen Helena Rivas
- Coordinador: José Luis Arcila
- Edición: Ray Suárez
- Dirección de arte: Erasmo Colón
- Escenografía: Carlos David González
- Dirección de fotografía: Joel Ortega
- Dirección de exteriores: Luis Padilla
- Producción de exteriores: Yenny Morales
- Producción general: Ana Vizoso González
- Producción ejecutiva: Leonor Sardi Aguilera
- Dirección general: José Alcalde
- Asistencia de producción: Erwins Blanco, Víctor González, Jesús Fernández
- Sonido: Franklin Ostos
- Ambientación: Carolina Peraza